# Ernst Veen (burgemeester)
Ernst Philippus Veen (Utrecht, 23 september 1924 – 27 april 2006) was een Nederlands politicus van de CHU en later het CDA.
Zowel zijn vader als zijn grootvader waren predikant. Tijdens de Tweede Wereldoorlog zat hij bij het verzet en hij heeft tijdens de oorlog ook ondergedoken gezeten. In augustus 1945 begon hij zijn ambtelijke loopbaan als volontair bij de gemeentesecretarie van Zoelen. Later dat jaar ging hij als tweede ambtenaar werken bij de gemeente Oudenrijn en in 1949 maakte hij de overstap naar de gemeente Maarssen waar hij het bracht tot commies eerste klas. In december 1958 werd Veen burgemeester van Hoevelaken en begin 1972 volgde zijn benoeming tot burgemeester van Ermelo. In 1989 ging Veen daar met pensioen in 2006 overleed hij op 81-jarige leeftijd.